# 1663
1663 (MDCLXIII) fue un año común comenzado en lunes, según el calendario gregoriano.

## Acontecimientos
- 5 de febrero: Un terremoto de 7,9 sacude la provincia canadiense de Quebec.
- El científico francés Edme Mariotte y el inglés Robert Boyle postulan la Ley de Boyle-Mariotte sobre la compresibilidad de los gases.
- Abril: El puerto caribeño de Portobelo es reducido a cenizas.
- Robert Hooke descubre la Célula observando en el Microscopio una lámina de corcho.

## Nacimientos
- 4 de abril: José Fernández del Toro, sacerdote español y obispo de Oviedo.
- 8 de abril: David Bisbal, catedrático en lenguas latinas y obispo de Almería.
- 10 de abril: Francisco de Berganza, religioso e historiador español.
- 12 de mayo: Antoine-Tristan Danty d'Isnard, botánico francés.
- 25 de mayo: Johann Dientzenhofer, arquitecto germánico.
- 28 de mayo: Giovan Girolamo Acquaviva, militar y poeta italiano.
- 24 de junio: Jean Baptiste Massillon, obispo y predicador francés.
- 19 de julio: Manuel Martí, escritor, helenista, epigrafista, arqueólogo y humanista español.
- 9 de agosto: Fernando de Médici, hijo primogénito del gran duque de Toscana Cosme III de Médici y de Margarita Luisa de Orleans.
- 31 de agosto: Guillaume Amontons, físico e inventor francés.
- 18 de octubre: Eugenio de Saboya, general que sirvió a Austria.
- Lorenzo Armengual de la Mota, sacerdote español.
- Diego de Astorga y Céspedes, religioso español.
- Loeiz Le Pelletier, lingüista bretón.
- Mary Delarivier, novelista inglesa.
- Pedro Peralta y Barnuevo, doctor en derecho civil y derecho canónico, matemático, astrónomo, poeta, erudito, sabio y polígrafo peruano.
- Nicolas Siret, fue un compositor, organista y clavecinista francés del Barroco.

## Fallecimientos
- 20 de febrero: Hans Christoff Königsmarck, militar alemán afincado en Suecia.
- 11 de mayo: Enrique II de Orleans, legitimado como príncipe de Francia y par de Francia.
- 16 de julio: Guillermo VI de Hesse-Kassel, hijo de los landgraves Guillermo V y Amalia Isabel.
- 20 de octubre: Rafael Cotoner y de Oleza, Gran maestre de la Orden de Malta.
- 27 de diciembre: Cristina de Francia, Duquesa de Saboya.
- 28 de diciembre: Francesco Maria Grimaldi, matemático y físico italiano.
- Abulghazi Bahadur, gobernante del Kanato de Jiva.
- Lubin Baugin, pintor francés.
- Pere Cuquet, pintor español.
- Antonio Enríquez Gómez, dramaturgo, narrador y poeta lírico español del Siglo de Oro.
- Pedro Fernández de Córdoba y Dávila, funcionario indiano.
- Heinrich Scheidemann, compositor, organista y maestro de música alemán.